# Sinagoga Shevet Ajim

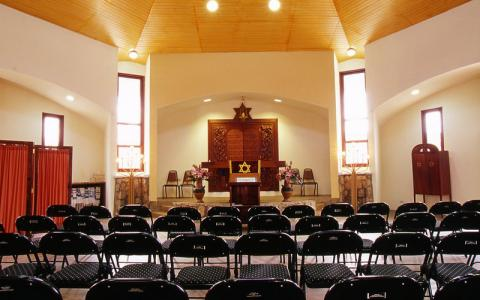
Interior de la sinagoga

La Sinagoga Shevet Ajim es un edificio religioso judío localizado en la ciudad de Tegucigalpa, capital de Honduras se trata de una de las dos únicas sinagogas en todo el país. Fue reconstruida en 2003, y sirve de lugar de reunión central de la pequeña comunidad judía de Tegucigalpa. Se encuentra localizada en 3RQF+6VC, Calle donde fue Applebee's, hasta el final a la derecha, Boulevard la Hacienda, 11101 Tegucigalpa, Honduras.

## Descripción del edificio
Está construida sobre un terreno en el cual sobresale su edificación elocuente al judaísmo, edificio de seis lados que sostienen una techumbre y sobre esta una cúpula que en su parte más alta, se encuentra la Estrella de David. En el interior se puede apreciar la mueblería rodeando el púlpito y el altar, entre otros objetos religiosos.

## Véase también

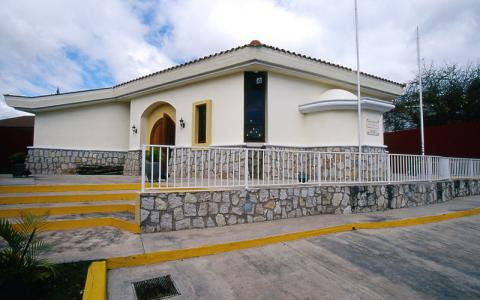
Vista desde el exterior